# HaaS
- (HaaS): Hardware as a Service, é uma modalidade que permite empresas ou pessoas utilizarem recursos de hardware como capacidade de processamento, impressão, áreas de armazenamento como um serviço de rede, onde é dispensado os recursos físicos necessários locais e utilizados de forma virtual os serviços usualmente providos por alguma empresa na internet. Normalmente, no momento da utilização dos recursos, o computador remoto acessa, através de um navegador, os recursos na internet, podendo desta forma ter um equipamento simples, de custo inferior, já que os recursos principais serão executados no provedor do serviço também conhecido como ASP (Application Service Provider). 
Os conceitos de Saas: Software como um Serviço e HaaS estão se difundindo rapidamente com o novo modelo de computação conhecido como cloud computing.